# Remeniny
Remeniny este o comună slovacă, aflată în districtul Vranov nad Topľou din regiunea Prešov. Localitatea se află la altitudinea de 184 m deasupra n.m., se întinde pe o suprafață de 10,59 km2 și în 2017 număra 288 de locuitori.

## Istoric
Localitatea Remeniny este atestată documentar din 1356.

## Demografie
| An:                | 1994 | 2004   | 2014   | 2024   |
| ------------------ | ---- | ------ | ------ | ------ |
| Număr de persoane: | 276  | 294    | 302    | 282    |
| Diferență:         |      | +6,52% | +2,72% | −6,62% |

| An:                | 2023 | 2024   |
| ------------------ | ---- | ------ |
| Număr de persoane: | 270  | 282    |
| Diferență:         |      | +4,44% |